# Pilar Sanjurjo Carro
Pilar Sanjurjo Carro (Sada, Galícia, 7 de novembre de 1942 - 6 d'abril de 2022), va ser una meteoròloga espanyola cèlebre per les seves aparicions en televisió, la primera «dona del temps» en la història de la televisió espanyola.

## Trajectòria
Va ser, al costat de Dolores Parra, la primera dona a accedir a la condició de funcionària del Cos Facultatiu de Meteoròlegs després de la Guerra Civil espanyola. Entre les seves primeres destinacions es troba el departament de meteorologia de l'Aeroport del Prat de Barcelona.
És considerada la primera dona a Espanya a presentar la informació meteorològica en la pantalla petita. Les seves aparicions en televisió es remunten a finals de la dècada de 1960, quan durant unes vacances va substituir el també meteoròleg Eugenio Martín Rubio en els serveis informatius de TVE. La seva trajectòria sobretot es va desenvolupar en el segon canal de la televisió pública, La 2.
Una altra de les fites de la seva carrera va ser la participació en una expedició a l'Antàrtida per a investigar sobre les causes i els efectes del forat en la capa d'ozó.
Després de la seva sortida de TVE el 1984, al costat de Mariano i Fernando Medina a conseqüència de l'aprovació de la Llei d'Incompatibilitats del Personal al Servei de les Administracions Públiques (Llei 53/84), es va reincorporar a l'Agència Estatal de Meteorologia, on va continuar prestant servei fins a la seva jubilació a principis dels 2000.